# 卡普里诺-贝加马斯科
卡普里诺-贝加马斯科（義大利語：Caprino Bergamasco），是意大利贝加莫省的一个市镇。总面积8平方公里，人口3121人，人口密度390.1人/平方公里（2009年）。国家统计（ISTAT）代码为016052。